# Populationsgenetik
Die Populationsgenetik ist der Zweig der Genetik, der Vererbungsvorgänge innerhalb biologischer Populationen untersucht. Sie ermittelt die relative Häufigkeit homologer Gene (Allele) in Populationen (Genfrequenz) und erforscht deren Veränderung unter dem Einfluss von Mutation, Selektion, zufälligem Gendrift, der Separation von Teilpopulationen und dem Genfluss zwischen Populationen. Sie hat eine große Bedeutung in der Evolutionsforschung sowie in der Tier- und Pflanzenzucht.
Ein wichtiger Grundsatz der Populationsgenetik ist das schon 1908 von Wilhelm Weinberg und Godfrey Harold Hardy unabhängig entdeckte Hardy-Weinberg-Gesetz, das bei rein zufälliger Paarung und in Abwesenheit jeglicher Selektion einen Gleichgewichtszustand beschreibt, in dem die Häufigkeit der Allele eines Gens von Generation zu Generation konstant bleibt.
Als eigenständiger Forschungszweig etablierte sich die Populationsgenetik in den 1920er Jahren, nachdem Reginald Punnett 1917 die bis dahin nahezu unbeachtete Entdeckung Weinbergs und Hardys als „Hardy-Gesetz“ in die Populationsbiologie eingeführt hatte. Die Begründer dieses neuen Forschungszweiges waren Sewall Wright, Ronald A. Fisher und J. B. S. Haldane. In den 1930er und 1940er Jahren lieferte die Populationsgenetik einen wesentlichen Beitrag zu der Vereinigung der von Charles Darwin begründeten Evolutionstheorie mit der an Gregor Mendel anknüpfenden Genetik in der bis heute gültigen Synthetischen Evolutionstheorie, indem sie zwischen diesen Theorien bestehende Widersprüche zu beheben half.
Das Hardy-Weinberg-Gleichgewicht ist ein theoretisches Konstrukt, dem keine real vorfindbare Population entspricht. In realen Populationen machen sich vor allem verschiedene Mechanismen der Selektion geltend, die gewisse Allele gegenüber anderen bevorzugen. Das führt jedoch außer in sehr kleinen Populationen nicht zum alleinigen Übrigbleiben des „fittesten“ Genotyps, sondern es bleibt immer eine gewisse Vielfalt (Polymorphismus) erhalten. Die zahlreichen Gründe dafür sind ebenfalls Gegenstand der populationsgenetischen Forschung. Einer davon ist das häufig zu beobachtende Phänomen der Heterosis, das darin besteht, dass mischerbige (heterozygote) Individuen von der Selektion gegenüber reinerbigen (homozygoten) bevorzugt werden, sich also als fitter erweisen. Im umgekehrten Fall erweist sich Inzucht, also die Paarung genetisch nah verwandter oder identischer Individuen, als nachteilig, was insbesondere auch auf das vermehrte Auftreten rezessiver Gene zurückzuführen ist.